# Simona Scarpaleggia
Simona Scarpaleggia (* 1960 in Rom) ist eine italienische Managerin und Aufsichtsrätin.

## Herkunft und Karriere
Scarpaleggia wuchs in Rom auf und studierte Politikwissenschaften an der LUISS Universität in Rom und hat einen MBA an der Bocconi gemacht. 2019 verlieh ihr die International University of Geneva die Ehrendoktorwürde.
2000 stieg sie als Personalmanagerin bei IKEA Italien ein und durchlief verschiedene Funktionen und Positionen. 2010 wurde sie Geschäftsführerin der IKEA Schweiz. Sie setzt sich für Chancengleichheit ein. Bei Ikea Schweiz ist das Geschlechterverhältnis fifty-fifty, auch auf Managementstufe. Ihr zweites grosses Anliegen, gleicher Lohn für gleiche Arbeit, hat Scarpaleggia ebenfalls umgesetzt. 50-Prozent-Frauenanteil und Lohngleichheit gelten Ikea-intern nun als Benchmark. Von 2020 bis 2021 war Scarpaleggia die CEO von EDGE Strategy.
2013 gründete sie die Vereinigung «Advance – Women in Swiss Business» mit dem Ziel, den Frauenanteil der obersten Führungsgremien bis ins Jahr 2020 auf 20 Prozent zu steigern, sprich zu verfünffachen. Ausser Ikea hat sie neun Schweizer Konzerne, darunter ABB, Swiss Re und Credit Suisse, für die Gründung an Bord geholt. Inzwischen haben sich 57 weitere Firmen angeschlossen, darunter Swisscom, Nestlé und die Schweizerische Post. Sie amtete von 2013 bis 2017 als Präsidentin.
2022 verlieh das Swiss Economic Forum Scarpaleggia den Ehrenpreis für ihr langjähriges und kreatives Engagement zur Frauenförderung.

## Mandate
- 2010: IKEA Stiftung, Mitglied des Verwaltungsrates
- 2013: Italienische Handelskammer Schweiz, Mitglied des Verwaltungsrates
- 2013: Präsidentin von Advance Women
- 2014: Schwedische Handelskammer Schweiz, Mitglied des Verwaltungsrates
- 2016: UNO, Co-Chair United Nations High-Level-Panel on Women’s Economic Empowerment[5]
- 2020: Autogrill, Mitglied des Verwaltungsrates[6]
- 2020: Hornbach, Mitglied des Aufsichtsrates[7]
- 2020: EDGE Strategy, Mitglied des Verwaltungsrates[8]
- 2022: Brainforest, Mitglied des Verwaltungsrates[9]

## Veröffentlichungen

### Bücher
- Scarpaleggia, Simona: Die andere Hälfte. Frauen fördern für eine starke Wirtschaft. NZZ Libro Verlag, Zürich 2019.[10]
- Scarpaleggia, Simona: The Other Half. Creating Gender-Balanced Teams for Sustainable Success. LID Publishing, London 2019.[11]